# 彼得羅巴甫利夫卡 (卡霍夫卡區)
46°43′47″N 33°42′56″E / 46.72972°N 33.71556°E
彼得羅巴甫利夫卡（烏克蘭語：Петропавлівка）是位於烏克蘭南部的村莊，由赫爾松州卡霍夫卡區的澤萊尼皮德市鎮負責管轄。該村始建於1937年，面積0.64平方公里，海拔高度47米，2001年人口516，人口密度每平方公里808.8人。